# یواس‌اس مکزیک (آی‌دی-۱۶۵۵)
یواس‌اس مکزیک (آی‌دی-۱۶۵۵) (به انگلیسی: USS Mexican (ID-1655)) یک کشتی بود که طول آن ۴۸۸ فوت ۳ اینچ (۱۴۸٫۸۲ متر) بود. این کشتی در سال ۱۹۰۷ ساخته شد.